# Bolbelasmus orientalis
Bolbelasmus orientalis är en skalbaggsart som beskrevs av Rudolph Petrovitz 1968. Bolbelasmus orientalis ingår i släktet Bolbelasmus och familjen Bolboceratidae. Inga underarter finns listade.